# چهارمین دوره جشنواره بین‌المللی فیلم زردآلوی طلایی ایروان
چهارمین دوره جشنواره بین‌المللی فیلم زردآلوی طلایی ایروان (انگلیسی: 4th Yerevan Golden Apricot International Film Festival) از ۹ تا ۱۴ ژوئیه ۲۰۰۷ در ایروان، ارمنستان برگزار شد.

## برندگان
| رده                                             | جایزه                                              | فیلم                                            | کارگردان            | کشور            |
| ----------------------------------------------- | -------------------------------------------------- | ----------------------------------------------- | ------------------- | --------------- |
| رقابت فیلم بین‌الملل                             | زردآلوی طلایی برای بهترین فیلم سینمایی             | واردات/صادرات                                   | اولریش زایدل        | اتریش           |
| رقابت فیلم بین‌الملل                             | جایزه ویژه زردآلوی نقره‌ای برای بهترین فیلم سینمایی | Nuovomondo                                      | Emanuele Crialese   | ایتالیا, فرانسه |
| رقابت فیلم بین‌الملل                             | Jury Diploma                                       | فلاندر (فیلم)                                   | برونو دومن          | فرانسه          |
| رقابت مستند بین‌الملل                            | زردآلوی طلایی برای بهترین فیلم مستند               | A Story of People in War and Peace              | Vardan Hovhannisyan | ارمنستان        |
| رقابت مستند بین‌الملل                            | جایزه ویژه زردآلوی نقره‌ای برای بهترین فیلم مستند   | The White She-Camel                             | Christiaens Xavier  | بلژیک           |
| رقابت پانورامای سینمای ارمنستان                 |                                                    | فریادزنان (فیلم ۲۰۰۶)                           | کارلا کاراپتیان     | بریتانیا        |
| رقابت پانورامای سینمای ارمنستان                 |                                                    | A Story of People in War and Peace              | Vardan Hovhannisyan | ارمنستان        |
| رقابت پانورامای سینمای ارمنستان                 | دیپلم هیئت داوران                                  | Graffiti                                        | Igor Apasyan        | روسیه           |
| رقابت پانورامای سینمای ارمنستان                 | دیپلم هیئت داوران                                  | Seven Indian Boys                               | Ashot Mkrtchyan     | ارمنستان        |
| Parajanov's Thaler - Lifetime Achievement Award | Parajanov's Thaler - Lifetime Achievement Award    | Parajanov's Thaler - Lifetime Achievement Award | برادران تاویانی     | ایتالیا         |
| فدراسیون بین‌المللی منتقدان فیلم                 | فدراسیون بین‌المللی منتقدان فیلم                    | A Story of People in War and Peace              | Vardan Hovhannisyan | ارمنستان        |
| Ecumenical Jury Awards                          | Ecumenical Jury Awards                             | A Story of People in War and Peace              | Vardan Hovhannisyan | ارمنستان        |
| Ecumenical Jury Awards                          | Ecumenical Jury Awards                             | فریادزنان (فیلم ۲۰۰۶)                           | کارلا کاراپتیان     | بریتانیا        |
| Wishing-Tree Prize                              | Wishing-Tree Prize                                 | Dinner Time                                     | Gor Baghdasaryan    | ارمنستان        |